# Haldia
Haldia là một thành phố và khu đô thị của quận Medinipur thuộc bang Tây Bengal, Ấn Độ.

## Địa lý
Haldia có vị trí 22°02′B 88°04′Đ / 22,03°B 88,06°Đ Nó có độ cao trung bình là 8 mét (26 feet).

## Nhân khẩu
Theo điều tra dân số năm 2001 của Ấn Độ, Haldia có dân số 170.695 người. Phái nam chiếm 53% tổng số dân và phái nữ chiếm 47%. Haldia có tỷ lệ 72% biết đọc biết viết, cao hơn tỷ lệ trung bình toàn quốc là 59,5%: tỷ lệ cho phái nam là 79%, và tỷ lệ cho phái nữ là 64%. Tại Haldia, 13% dân số nhỏ hơn 6 tuổi.